# Wienzeile (Zeitschrift)
Wienzeile. Supranationales Magazin für Literatur, Kunst und Politik ist eine österreichische Literaturzeitschrift, die vom VEWZ-Literaturverein herausgegeben wird.
Die Wienzeile befasst sich mit zeitgenössischer Literatur.
Über das Magazin auf der Webseite:
„Die literarische Verortung kann mit Schlagworten wie ‚anarchistisch-avantgardistisch‘ bestenfalls ungefähr angegeben werden; Verweigerung wider Scheinästhetizismen und Zeitgeistigkeit, und die Schwerpunktsetzung in den Themenbereichen Krieg, Sexualität, Religion und Politik lassen als weitere Orientierungspunkte die Landschaft bereits deutlicher erscheinen.“
Von Günther Geiger und Thomas Frechberger im Herbst 1989 gegründet, arbeitete eine Vielzahl von Redakteuren und Autoren mit, unter anderem Juliane Adler, Bettina Balàka, Wolfgang Bauer, Peter Brehl, Manfred Chobot, Thomas Frechberger, Gerhard Häupler, Günther Geiger, Johannes Gelich, Valie Göschl, Elfriede Jelinek, Boyana Jeric, Branco Lukenic, Barbara Macek, melamar, Goran Novakovic, Alexander Schießling, Larisa Schulman, Elena Seliwanowa, Georg Sturmlechner, Eleonore Weber, Peter Paul Wiplinger, Bülent Kacan und viele mehr.